# Alireza Dabir
Alireza Dabir (né le 16 septembre 1977 à Téhéran) est un lutteur iranien spécialiste de la lutte libre. Étant monté sur de nombreux podiums lors des Championnats du monde, il participe aux Jeux olympiques d'été de 2000 et devient champion olympique. Aux Jeux olympiques d'été de 2004, il ne peut défendre son titre à cause d'une blessure à l'épaule et se classe finalement 18e de la compétition.

## Palmarès

### Jeux olympiques
- Jeux olympiques de 2000 à Sydney,  Australie
  -  Médaille d'or